# Evangelische Kirche (Pfieffe)

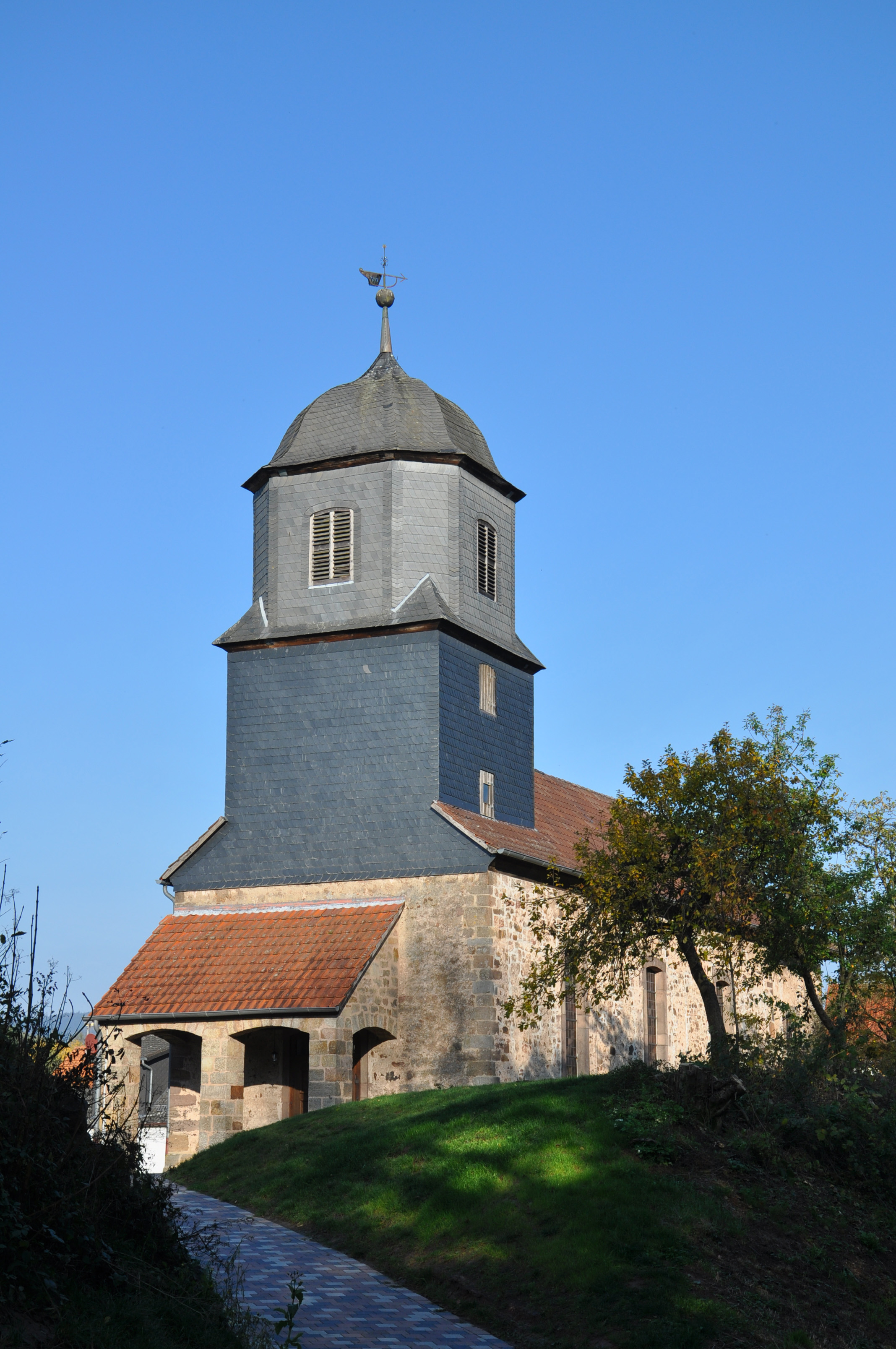
Evangelische Kirche in Pfieffe

Die evangelische Kirche Pfieffe ist ein denkmalgeschütztes Kirchengebäude in Pfieffe, einem Ortsteil der Gemeinde Spangenberg im Schwalm-Eder-Kreis (Hessen). Die Kirchengemeinde gehört zum Kirchenkreis Schwalm-Eder im Sprengel Marburg der Evangelischen Kirche von Kurhessen-Waldeck.

## Beschreibung
Die 1767 aus Bruchsteinen errichtete Saalkirche geht auf einen romanischen Vorgängerbau zurück. An das Kirchenschiff schließt sich im Osten ein eingezogener, rechteckiger Chor an. Aus dem Satteldach des Kirchenschiffs erhebt sich im Westen ein schiefergedeckter Dachreiter mit einem achteckigen Aufsatz, der hinter den Klangarkaden den Glockenstuhl beherbergt. Darauf sitzt eine glockenförmige Haube. Vor dem Portal im Westen befindet sich ein Laubengang, der mit einem Pultdach bedeckt ist.